# Albania na Mistrzostwach Europy w Lekkoatletyce 2014
Albania na Mistrzostwach Europy w Lekkoatletyce 2014 – reprezentacja Albanii podczas Mistrzostw Europy w Zurychu liczyła 2 zawodników.

## Występy reprezentantów Albanii

### Mężczyźni

#### Konkurencje techniczne
| Konkurencja | Zawodnik      | Eliminacje | Eliminacje | Finał    | Finał   | Źródło |
| Konkurencja | Zawodnik      | Rezultat   | Pozycja    | Rezultat | Pozycja | Źródło |
| ----------- | ------------- | ---------- | ---------- | -------- | ------- | ------ |
| Skok w dal  | Izmir Smajlaj | 7,56       | 22.        | NQ       | NQ      | [ 1 ]  |

### Kobiety

#### Konkurencje biegowe
| Konkurencja    | Zawodniczka | Eliminacje | Eliminacje | Półfinał | Półfinał | Finał    | Finał | Źródło |
| Konkurencja    | Zawodniczka | Rezultat   | Poz.       | Rezultat | Poz.     | Rezultat | Poz.  | Źródło |
| -------------- | ----------- | ---------- | ---------- | -------- | -------- | -------- | ----- | ------ |
| Bieg na 1500 m | Luiza Gega  | 4:12,25    | 11.        | —        | —        | NQ       | NQ    | [ 2 ]  |